# Tmesisternus hoyoisi
Tmesisternus hoyoisi là một loài bọ cánh cứng trong họ Cerambycidae.